# 3Mix

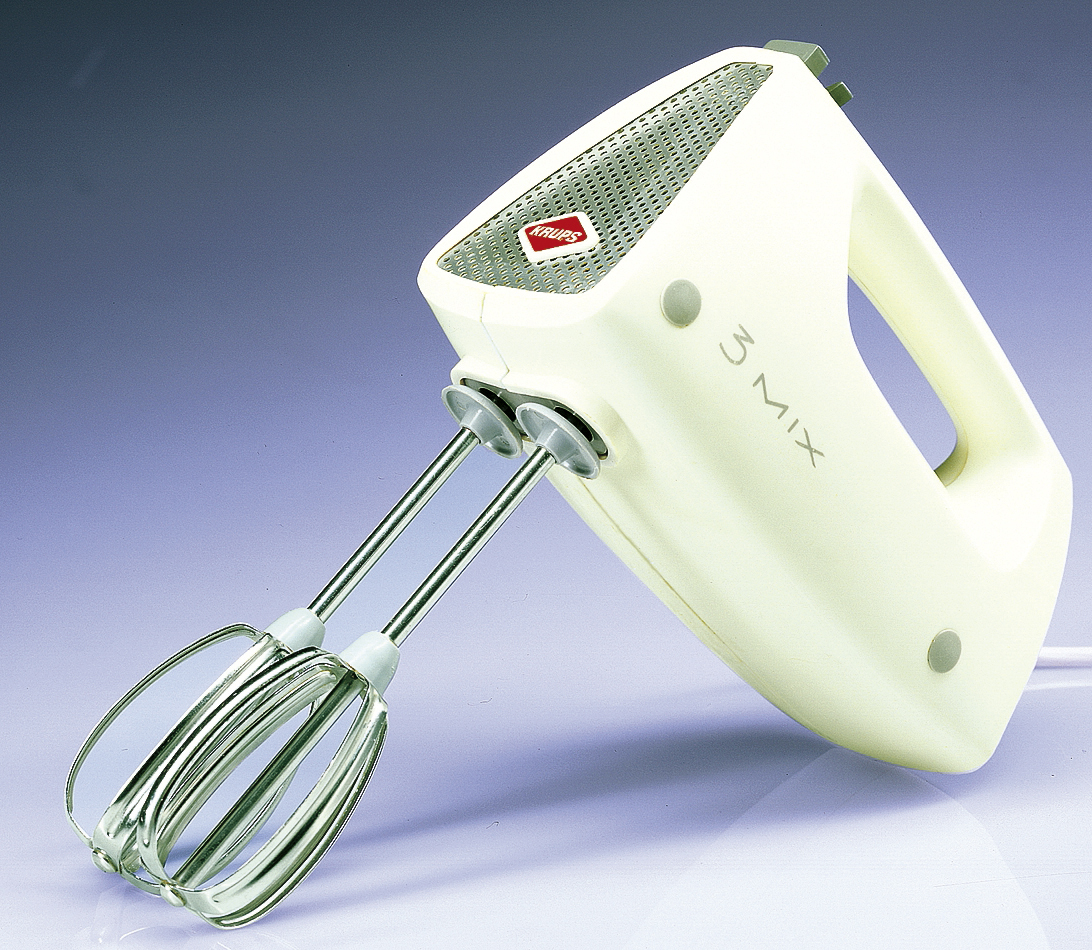
Krups 3 Mix 1. Generation

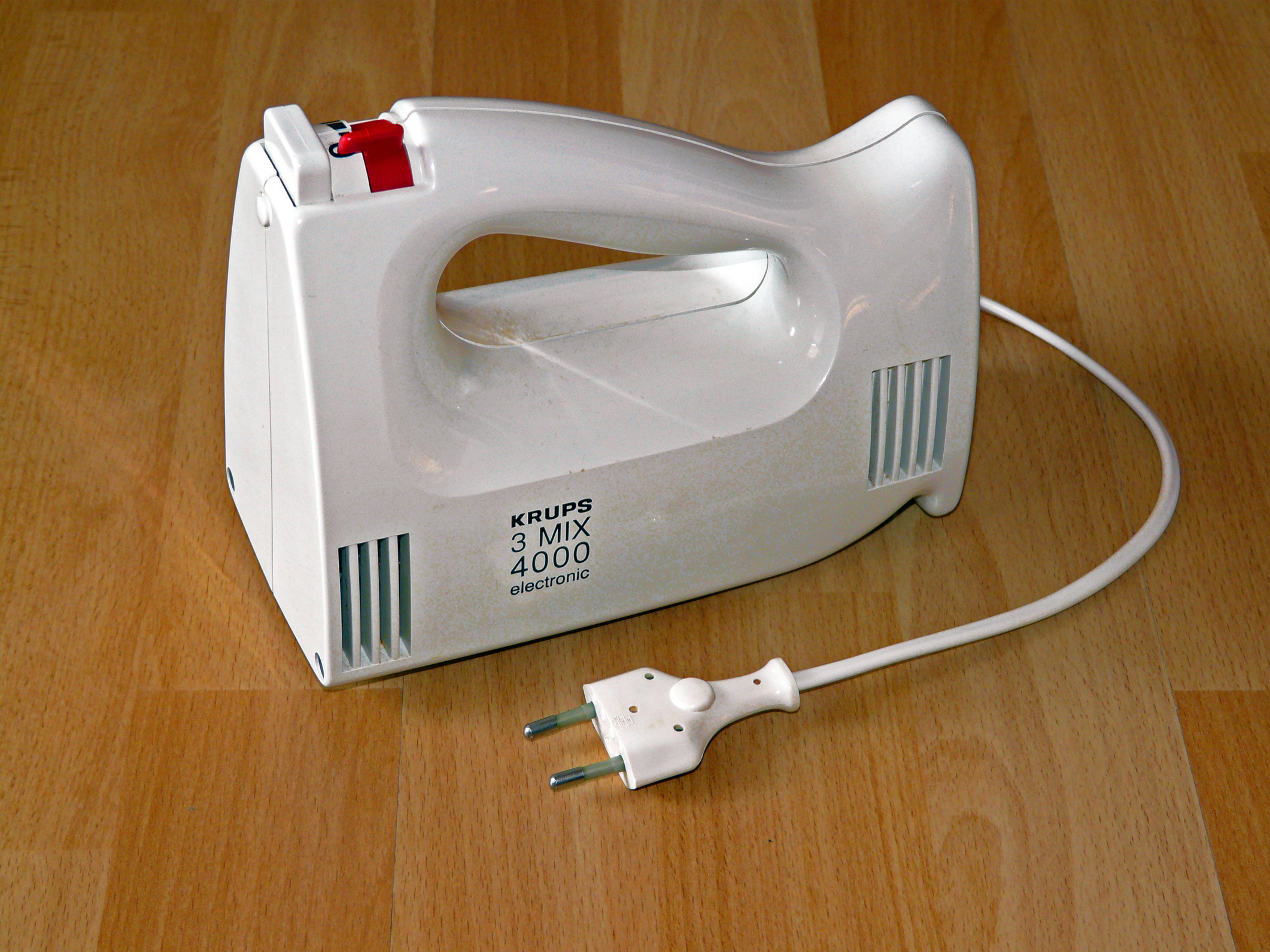
Krups 3 Mix Modell 4000

Der Krups 3 Mix ist ein Handrührgerät der Firma Krups, das 1959 auf den Markt kam und ein gleichnamiges System von Mehrzweckgeräten begründete. Das Konzept sah vor, Handrührgeräte mit den passenden Zubehörteilen zu kompakten, aber vollständigen, Küchenmaschinen zu erweitern.

## Ursprungsgeneration (ab 1959)
Der Entwurf des ursprünglichen Modells 3 Mix stammt von Werner Glasenapp. Es wurde ab 1959 mit Knethaken und Rührbesen ausgeliefert und hatte eine Motorleistung von 100 Watt. Als Sonderausstattung gab es einen Mixstab, Schneeschläger, einen Passierstab, Schnitzelwerk und Schälmaschine.
Die ursprüngliche Version besaß abweichende Rührbesen und Knethaken. Später wurden die Rührbesen vereinfacht und Knetwendel genutzt, da bei Haken die Gefahr besteht, dass der Teig klettert. Einige Jahre später wurden Knetspiralen verwendet, da diese wohl günstiger in der Herstellung aber weniger effizient sind. 
Später folgten der Krups Turbo, Anfang der 1970er Jahre eine Neuauflage des 3 Mix mit 140 Watt und einem Heckantrieb für den Schnellmixstab, sowie der 3 Mix electronic, der sich nur durch eine stufenlose Geschwindigkeitsregelung von dem 3 Mix unterschied.
Da sich der Antrieb für den Mixstab über den langsam laufenden Frontantrieb nicht bewährte, wurde um 1968 der Heckantrieb eingeführt. Damit konnten Zusatzgeräte die schnell laufen müssen, gut realisiert werden, wie auch später den Mixbecher.

## Modellreihe 3000 (ab 1972)
Die nächste Generation löste die bisherigen Modelle ab. Als Einstiegsmodell diente der Krups Topmix, Baujahr 1972 bis 1984 (140 Watt), mit Knethaken und Rührbesen.
Der Krups 3 Mix 3000, Baujahr 1973 bis 1984 (140 Watt), mit Rührbesen und Knethaken in der Basisausstattung, besaß ebenfalls wie sein Vorgänger einen Heckantrieb für den Schnellmixstab, allerdings mit verändertem Anschluss. Zusätzlich wurden damals für den Heckantrieb Zubehörteile wie Dosenöffner, Mixbecher, Rührständer 3000 und Zerkleinerer neu entwickelt. Für den Frontantrieb gab es Zubehör wie das Schnitzelwerk, die Kartoffelschälmaschine und den Pürierstab mit passendem Sieb. Diese Zubehörteile konnte auch für den Topmix verwendet werden.
Es folgten kurz darauf der 3 Mix 3000 electronic, der mit dem 3 Mix 3000 baugleich war, aber über eine stufenlose Geschwindigkeitsregelung verfügte, und der Krups 3 Mix L, der im Vergleich über einen stärkeren Motor verfügte (150 Watt). Diese Geräte waren zu einem vielseitigen System erweiterbar, das man mit einer Küchenmaschine vergleichen kann, und in den Farben Weiß, Gelb, Orange und Braun erhältlich.

## Modellreihen 2000 und 4000 (ab 1984)
Ab 1984 wurde die „3000er“-Serie von den Nachfolgemodellen 3 Mix 2000 (150 Watt), dem 3 Mix 4000 (160 Watt) und dem damals stärksten Modell 3 Mix 4004 (170 Watt) mit einem flexiblen Spiralkabel und für die damalige Zeit innovativen, ergonomisch geformten Handgriff abgelöst.
Für preisbewusste Kunden wurden als Einsteigermodelle der Duo Mix (120 Watt) und der Turbo Mix (140 Watt) auf den Markt gebracht und bis Mitte der 1990er Jahre produziert. Diese Produktgeneration wurde Anfang der 1990er Jahre mit der Übernahme von Krups durch die französische SEB-Gruppe nochmals überarbeitet.
1991 kamen dann mit einer etwas veränderten Produktbezeichnung der 3 Mix 2000 Plus (170 Watt), der 3 Mix 4000 Electronic (180 Watt) und der 3 Mix 4004 Electronic (190 Watt) auf den Markt, die sich äußerlich nicht von der vorherigen Modellgeneration unterschieden, aber von der Motorisierung stärker waren und mit Ausnahme des 3 Mix 2000 eine stufenlose Schaltung hatten.

## Modellreihen 1000, 5000, 6000 und 7000 (ab 1995)
Ab 1995 kamen der „3 Mix 5005“ (200 Watt, ohne Heckanschluss) mit einer klassischen Dreistufenschaltung, der „3 Mix 6006“ (200 Watt, mit Heckanschluss) und das Premium-Modell „3 Mix 7000“ (bis 1998 mit 230 Watt, ab 1998 mit 350 Watt) heraus.
Die günstigen Einstiegsmodelle waren der „3 Mix 1002“ und „3 Mix 1003“ (beide 160 Watt).
Der „3 Mix 7007“ (240 Watt) war der etwas stärkere Handmixer, wurde ab 1998 als „3 Mix 7000“ mit zunächst 350 Watt und später 500 Watt bis heute (Stand: 2021) – abgesehen von einer kleinen optischen Veränderung ab 2009 und ohne das Spiralelektrokabel – trotz Einführung neuerer Modellgenerationen weiterhin produziert.

## Modellreihen 8000 und XL (ab 2000)
Fast zeitgleich kam ab 2000 der 3 Mix 8000 und 3 Mix 8008 (beide mit 350 Watt) mit einem neuen, zum bisherigen Zubehör inkompatiblen Anschluss-System sowie überarbeitetem Bedienkonzept auf dem Markt. Später folgten dann die einfacheren Modelle 3 Mix 2000 XL und 3 Mix 4000 XL (240 Watt bzw. 280 Watt) sowie 3 Mix 5000 XL, 3 Mix 7000 XL und 3 Mix 6000 XL Edition, bis auf letztgenanntes ohne Heckantrieb. Das Spitzengerät 3 Mix 8008 verfügt im Gegensatz zu ihnen über eine stufenlose Geschwindigkeitsregulierung und automatische Leistungsanpassung.

## Modellreihen 5000 und 9000 (ab 2012)
Im Frühjahr 2012 kam der 3 Mix 5000 (350 Watt) und im September 2012 der 3 Mix 9000 (500 Watt, mit Heckantrieb), auf den Markt, die ein Heck aus hochwertigem Santoprene-Kunststoff für einen stabilen Stand zum rutschfesten, sicheren Arbeiten bieten. Diese Modelle stellen eine Rückbesinnung auf die klassischen Eigenschaften der Modellgenerationen vor den 8000er- und XL-Modellen dar – beim 3 Mix 9000 schließt dies auch eine Rückkehr zum Bedienkonzept der 7000er-Reihe sowie das altbewährte Anschluss-System mit ein, während der 3 Mix 5000 das Bedienkonzept und Anschluss-System der Reihen 8000 und XL beibehält.
Später wurde der 3 Mix 5000 durch den 3 Mix 5500 mit 500 Watt ersetzt, dessen Bedienung dem Spitzenmodell 3 Mix 9000 gleicht. Eine Variante mit Heckantrieb ist als 3 Mix 5500 Plus im Angebot.

## Zubehörkompatibilität
Die wichtigsten Zubehörteile für den Frontantrieb passen (zumindest bei den höherwertigen Modellen) von der ersten bis in die jetzige (7000er und 9000er) Modellgeneration, beim Heckantrieb gilt dies ab Modellreihe 3000. Ausgenommen davon sind einige große Teile, die auf die spezielle Form bestimmter Modellreihen abgestimmt wurden, sowie generell die Reihe 8000 und XL.